# جوني بارسونز
جوني بارسونز (بالإنجليزية: Johnny Parsons)‏ هو سائق سيارة سباق ومهندس أمريكي، ولد في 26 أغسطس 1944 في لوس أنجلوس في الولايات المتحدة.